# Gabriel Laub
Gabriel Laub (Bochnia, 24 de outubro de 1928 - Hamburgo, 3 de fevereiro de 1998) foi um jornalista e escritor tcheco nascido na Polônia.

## Vida pessoal
Devido à sua herança judaica, ele fugiu com seus pais durante a invasão da Polônia em 1939. Eles fugiram para a União Soviética, mas foram internados por dezesseis meses no que hoje é o Uzbequistão. Após a Segunda Guerra Mundial, ele se mudou para Praga, onde estudou jornalismo e trabalhou como editor e escritor até 1968. Após a derrota das reformas da Primavera de Praga, ele fugiu para Hamburgo. Lá ele publicou suas coleções de aforismos em alemão.[carece de fontes?]
Laub foi enterrado em Israel.[carece de fontes?]

## Trabalhos
- Angry Logic (1969)
- Allowed to Think (1972)
- Double-barreled Attack (1977)
- The Right to be Right (1982)
- The Rise of Thickness (1983)

## Citações
- “Em um regime totalitário, os idiotas ganham poder por meio da violência e intriga; em uma democracia, por meio de eleições livres.”
- "Os partidos políticos com asas fortes desenvolvem pernas fracas."
- "Os homens apreciam os aforismos porque, entre outras razões, eles contêm meias verdades. Essa é uma porcentagem incomumente alta."